# Cagarral
Vista do promontório de Cagarral a partir do porto de Pedra de Lume
Cagarral é uma montanha na parte nordeste da Ilha do Sal, em Cabo Verde. Está localizado perto da costa leste, dois quilômetros a nordeste de Pedra de Lume e seis quilômetros a leste da capital da ilha Espargos. A leste, fica o promontório Ponta Trás de Cagarral. Juntamente com a montanha e as salinas a oeste, é uma área protegida como uma paisagem protegida.